# تب زمین ۱۸۸۹
تب زمین ۱۸۸۹ (انگلیسی: Land Rush of 1889) یا تب زمین ۱۸۸۹ در اوکلاهاما در سال ۱۸۸۹ نخستین هحوم به سرزمین‌های اختصاص نیافتهٔ قلمرو سرخ‌پوستان؛ هندی سابق، بود که قبلاً به مردم کریک و سمینول اختصاص داده شده بود. منطقه‌ای که برای سکونت گشوده شد شامل تمام یا بخشی از شهرستان‌های کانادا، کلیولند، کینگ فیشر، لوگان، اوکلاهاما و پین در ایالت کنونی اوکلاهما ایالات متحده بود.
اجرای تب زمین در اوایل ظهر ۲۲ آوریل ۱۸۸۹ آغاز شد. تخمین زده می‌شود که ۵۰٬۰۰۰ نفر در ابتدا صف کشیده بودند و در پی به دست آوردن بخشی از دو میلیون جریب موجود (۸۱۰۰ کیلومتر مربع) بودند.
اراضی تخصیص نیافته برخی از بهترین زمین‌های عمومی تصرف نشده در ایالات متحده به حساب می‌آمدند. قانون تخصیصات مناطق بومی در سال ۱۸۸۹ با اصلاحیه‌ای توسط نماینده ویلیام مک کندری اسپرینگر (R-IL) تصویب شد و به عنوان یک قانون امضا شد که به رئیس‌جمهور بنجامین هریسون اجازه داد تا دو میلیون جریب (۸۱۰۰ کیلومتر مربع) را برای اسکان باز کند. پرزیدنت آبراهام لینکلن قبلاً قانون Homestead در سال ۱۸۶۲ را امضا کرده بود که به مهاجران اجازه می‌داد تا ۱۶۰ هکتار (۰٫۶۵ کیلومتر مربع) مساحت زیادی را مطالبه کنند، مشروط بر اینکه در این زمین زندگی کنند و آن را بهبود بخشند.